# 島國前進
財團法人島國前進基金會，簡稱島前，是主張台湾独立的團體，於2014年太陽花學運結束後由林飛帆、陳為廷、黃國昌等多名學運參與者發起成立，除了延續太陽花學運時的要求制定兩岸協議監督條例、對於服貿先立法後審查等訴求外，另增加推動「修正公投法」的公投連署。

## 歷史與活動
- 2014年5月18日召開記者會宣告成立[1]。
- 2014年5月22日，針對立院加開臨時會發出聲明，提出「反對臨時會常態化」等意見[2]。
- 與反黑箱服貿民主陣線等團體合辦「島嶼天光 人民行動」巡迴活動，2014年5月26日在高雄市鐵道文化園區舉行第一場[3]。
- 2014年6月22日，與割闌尾計畫團隊一起在新北市板橋區募集廢除公投門檻的連署書和罷免立委的提議書[4]。
- 2015年6月17日，與公民憲政推動聯盟、台聯青年軍和社民黨等社運團體到國民黨中央黨部前砸雞蛋抗議，指控國民黨綁架修憲議題[5]。
- 2015年10月11日，與經濟民主連合、台灣人權促進會、地球公民基金會等多達九個社團，為了「停止貨貿談判、抗議卡式台胞證」等二大訴求，於陸委會外發起驅邪抗議[6]。
- 2018年10月7日，與全面罷免 Total Recall、 島國前進 Taiwan March 台中、2020 東京奧運正名行動街頭連署成員組成131415大聯盟。

## 訴求
- 反對黑箱服貿，拒絕再次闖關。
- 嚴審自經區條例，刪除有害條文。
- 協議監督法制化，堅持5大原則。
- 召開「公民憲政會議」，拒絕「經貿國是會議」。
- 推動連署「廢止鳥籠公投法50%投票率限制的公民投票提案」[7]。

## 發起人
- 林飛帆：國立臺灣大學政治所碩士生（現已加入民主進步黨）
- 陳為廷：國立清華大學社會所碩士生（加入時代力量後又退出）
- 施懿倫：國立政治大學哲學系學生
- 陳瑞光：國立臺灣大學法律所碩士生（已歿）[8]
- 林亮君：國立清華大學科法所碩士生（加入時代力量後又退出，現已加入民主進步黨）
- 周馥儀：國立臺灣大學歷史所博士生
- 蔡培慧：世新大學社發所助理教授，中華民國第9屆立法委員（民進黨不分區第五順位[何时？]）
- 黃國昌：中央研究院前研究員、臺北大學法律學系兼任教授、前時代力量首任執行黨主席、中華民國第9屆立法委員（現已加入台灣民眾黨，目前成為第二任黨主席）
- 陳惠敏：國立臺灣大學社會系專案助理教授，時代力量前秘書長，時代力量立法院黨團主任
- 黃韋鈞：行政院長蘇貞昌競選團隊

## 外部連結
- 島國前進官方網站 （页面存档备份，存于）
- 島國前進的Facebook專頁
- YouTube上的島國前進頻道